# Селина Лин
Селина Лин (林佩斐) е австралийска покер играчка от Китай.

## Биография
Родена е в Шанхай, Китай. На 7-годишна възраст се мести с родителите си в Мелбърн, Австралия.
Покерът я влече още от тийнейджърските ѝ години, като често играе с приятели. Когато навършва пълнолетие, участва в турнири и играе кеш маси в казината в Мелбърн.
Тя е най-успешният покер играч от Китай. В своята сметка от турнири има натрупани $121 142, с които се класира на 2719-о място в покер ранглистата.

## Постижения
- Macau Cup HKD $9600 No Limit Hold’em – юли 2008, 2-ро място, $10 492
- ANZPT Adelaide AUD $3000 Main Event – февруари 2009, 7-о място, $15 098
- ANZPT Sydney AUS $10 200 High Roller – май 2009, 3-то място, $29 255
- Macau Poker Cup HKD $9400 No Limit Hold’em – юли 2009, 1-во място, $50 932